# 特旺布利冰川
特旺布利冰川（英語：Twombley Glacier）是南極洲的冰川，位於奧次地，全長11公里，流經肯特高原北部，最終注入伯德冰川，該冰川現時由南極條約體系管理。